# Skive-Løbet 2016
La 13e édition de Skive-Løbet a eu lieu le 1er mai 2016. Elle fait partie du calendrier UCI Europe Tour 2016 en catégorie 1.2. Elle est remportée par le Néerlandais Johim Ariesen, déjà vainqueur la veille du Grand Prix Viborg.

## Équipes
Classé en catégorie 1.2 de l'UCI Europe Tour, le Skive-Løbet est par conséquent ouvert aux équipes continentales professionnelles danoises, aux équipes continentales professionnelles étrangères dans la limite de deux, aux équipes continentales, aux équipes nationales et aux équipes régionales et de clubs.
| Équipes continentales (3)- Metec-TKH-Mantel - Almeborg-Bornholm - Trefor |
|                                                                          |

## Classement final
| \| Classement général \| Classement général \| Classement général \| Classement général \| Classement général \| \| Coureur \| Coureur \| Pays \| Équipe \| Temps \| \| ------------------ \| -------------------- \| ------------------- \| ------------------ \| ------------------ \| \| 1er \| Johim Ariesen \| Pays-Bas \| Metec-TKH-Mantel \| 4 h 13 min 44 s \| \| 2e \| Erik Lahm \| Danemark \| Almeborg-Bornholm \| + 0 s \| \| 3e \| Mads Würtz Schmidt \| Danemark \| Trefor \| + 0 s \| \| 4e \| Jonas Aaen Jørgensen \| Danemark \| Riwal Platform \| + 0 s \| \| 5e \| Rune Almindsø \| Danemark \| ColoQuick-Cult \| + 0 s \| \| 6e \| Simon Bigum \| Danemark \| Almeborg-Bornholm \| + 0 s \| \| 7e \| Pierre Moncorgé \| France \| Bliz-Merida \| + 0 s \| \| 8e \| Thomas Jensen \| Royaume du Danemark \| Odder Cykel Klub \| + 0 s \| \| 9e \| Daniel Lyhne \| Danemark \| Vejle Cykel Klub \| + 3 s \| \| 10e \| Mathias Westergaard \| Danemark \| Almeborg-Bornholm \| + 3 s \| |                      |                     |                   |                 |
| |                      |                     |                   |                 |
| Source : ProCyclingStats |                      |                     |                   |                 |
| Classement général |                      |                     |                   |                 |
| Coureur | Coureur              | Pays                | Équipe            | Temps           |
| 1er | Johim Ariesen        | Pays-Bas            | Metec-TKH-Mantel  | 4 h 13 min 44 s |
| 2e | Erik Lahm            | Danemark            | Almeborg-Bornholm | + 0 s           |
| 3e | Mads Würtz Schmidt   | Danemark            | Trefor            | + 0 s           |
| 4e | Jonas Aaen Jørgensen | Danemark            | Riwal Platform    | + 0 s           |
| 5e | Rune Almindsø        | Danemark            | ColoQuick-Cult    | + 0 s           |
| 6e | Simon Bigum          | Danemark            | Almeborg-Bornholm | + 0 s           |
| 7e | Pierre Moncorgé      | France              | Bliz-Merida       | + 0 s           |
| 8e | Thomas Jensen        | Royaume du Danemark | Odder Cykel Klub  | + 0 s           |
| 9e | Daniel Lyhne         | Danemark            | Vejle Cykel Klub  | + 3 s           |
| 10e | Mathias Westergaard  | Danemark            | Almeborg-Bornholm | + 3 s           |